# Luc Delanghe (hoogleraar)
Luc Delanghe (Zonnebeke, 9 april 1938) was een Belgisch hoogleraar en prominent leider binnen de christelijke arbeidersbeweging.

## Levensloop
Delanghe studeerde politieke en sociale wetenschappen aan de KU Leuven en werd voorzitter van het Katholiek Vlaams Hoogstudentenverbond (KVHV) (1960-1961). Hij promoveerde tot licentiaat en een paar jaar later tot doctor in de politieke en sociale wetenschappen (1971). Hij werd docent en weldra hoogleraar demografie aan de KUL.
Vanaf 1971 werd hij adjunct-algemeensecretaris (1971-1989) en algemeen secretaris (1989-2002) van het ACW. Vanuit deze functie speelde hij een invloedrijke rol, nationaal en internationaal, op de christelijke arbeidersbeweging en op de politiek over het algemeen.
Hij werd onder meer lid en voorzitter van de Hoge Raad voor de Volksopleiding (1974-1982), voorzitter van het Centrum voor Christelijk Vormingswerk (CCV, 1980-2010), voorzitter van de Katholieke Televisie- en Radio-Omroep (KTRO, 2002-2015) en lid van de adviesraad van het KADOC (tot 2017).
Samen met gelijkgezinden zoals Ignaas Lindemans, André Bogaert, Robert De Ghendt, was hij in de jaren 1970-1980 actief in de Vredesbeweging, de toenadering tot de Sovjet-Unie en het organiseren van manifestaties tegen de NAVO-raketten. Hij nam deel aan de activiteiten van Pax Christi en binnen het ACW van de werkgroep Wereldsolidariteit.

## Privé
Delanghe trouwde met Lieve van Cauwelaert. Ze kregen drie dochters.

## Publicaties
- Bevolkingsproblemen (1966, i.s.m. G. Dooghe en F. van Mechelen).
- Vrijetijdsbesteding in Vlaanderen (1967).
- (samen met Cecile Wezenbeek & Mic Billet) Objektieve kriteria: wetenschappelijke benadering van de objektieve behoeften in beide kultuurgemeenschappen, Brussel, 1969.
- Differentiële sterfte in België: een sociaal-demografische analyse, Leuven, 1972.